# リシンク・ロボティクス

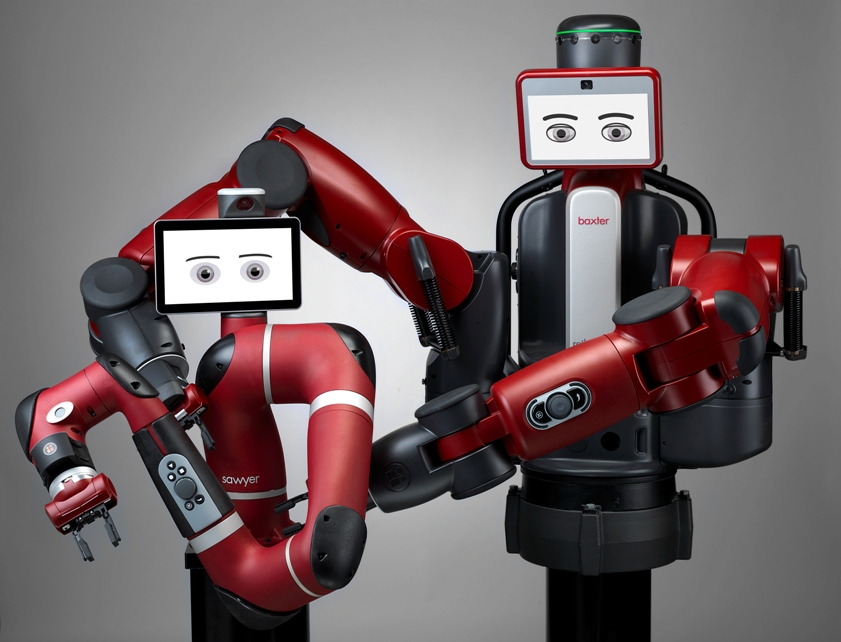
リシンク・ロボティクスのロボット「ソイヤー」（左）と「バクスター」（右）

リシンク・ロボティクス（英語: Rethink Robotics）は、アメリカ合衆国マサチューセッツ州ボストンに本社を置く協働ロボット（産業用ロボットの一種）を開発、販売する企業。協働ロボットの分野では、「パイオニア」、「イノベータ」と称されている。
2008年にマサチューセッツ工科大学で教授を務めていたロドニー・ブルックスがiRobotを退社して、アン・ウィッタカー（Ann Whittaker）と共に設立した。協働ロボットとして双腕型のバクスターを2012年より、より小型な片腕型のソイヤーを2016年より販売を行っている。
日本では、日本バイナリ―がバクスターの代理店になっており、住友重機械工業が排他的流通契約を2015年に締結してソイヤーの販売、サービス提供を行っている。
2008年の創業から現在までに約1億5000万ドルを調達したが、売上が計画を下回り現金が足りなくなっただけでなく、自社の買収交渉も実現することができず、2018年10月に突然の閉鎖となっている。